# Оцеола
Оцео́ла (Осео́ла; англ. Osceola [ˌɒsiːˈoʊlə] или [ˌoʊseɪˈoʊlə]; 1804, Талласси, ныне Алабама, США — 30 января 1838, Форт-Молтри, Южная Каролина) — неформальный лидер и военачальник индейского племени семинолов (Флорида). Возглавлял небольшой отряд («банду») воинов (не превышавший 100 человек) семинольского сопротивления во время Второй Семинольской войны, когда США попытались вытеснить семинолов с их земель. Оказал большое влияние на Миканопи, верховного вождя семинолов.

## Молодые годы
Происхождение Оцеолы (Билли Пауэлла) является спорным. Его мать Полли Коппингер была индианкой-метиской из племени криков (маскогов), уроженкой крикской деревни Талиси (Талласси) в теперешнем штате Алабама. Согласно крикской традиции, наследование велось по женской линии — и, в этом смысле, Оцеола — «полноправный» крик. Отцом его считается английский торговец Уильям Пауэлл. Однако сам Оцеола утверждал, будто его отцом был индеец и что Полли лишь после его рождения вышла замуж за Пауэлла. Оцеола действительно был метисом, это подтверждают результаты генетического анализа его волос. Но вопрос о том, к какой расе принадлежал его отец, остаётся открытым, ибо сама Полли Коппингер имела предков белой расы. Её дедом по матери был ольстерский шотландец Джеймс Мак-Квин, поселившийся в 1714 году в Стране криков.
В 1814 году, после поражения в войне с США, многие крики перебрались в тогда ещё испанскую Флориду и присоединились к племени семинолов. В числе этих эмигрантов были Билли Пауэлл и его мать. В то время семинолы запрещали своим соплеменникам браки с белыми — и, видимо, ради самоутверждения в новой среде Билли Пауэлл отрицал английское происхождение своего отца. По достижении совершеннолетия Билли получил имя Asi-yahola (/asːi jahoːla/) (на крикском языке asi — церемониальный «чёрный напиток», изготавливавшийся из падуба чайного (ilex vomitoria), yahola — «крик» или «крикун»), которое англичане передавали как Оцеола (/ˌɒsiːˈoʊlə/ или /ˌoʊseɪˈoʊlə/).
Покупка Флориды Соединёнными Штатами у Испании в 1819 году открыла плодородные земли семинолов для белых американцев. В 1823 году в форте Моултри был подписан договор, по которому семинолы должны были оставить прибрежные территории и переселиться вглубь страны, то есть на болотистые земли центральной Флориды, малопригодные для жилья. За согласие подписать этот договор семинольские представители получили крупные земельные участки на севере штата. А Оцеоле и его семье пришлось перебраться на болота…

## Начало сопротивления
Весной 1832 года семинольские представители были собраны в Пейнс-Лендинг, на реке Оклаваха. Агент по делам индейцев (чиновник, уполномоченный вести дела с индейцами от имени правительства США) предложил им перебраться на земли криков в Арканзасе, а также возвратить всех перебежавших к ним рабов «законным» хозяевам, и вождями был подписан так называемый Договор при Пейнс-Лендинг. 
Однако в апреле 1834 года Сенат ратифицировал Договор при Пейнс-Лендинг и дал семинолам год на то, чтоб перебраться на запад от Миссисипи. В том же году получил назначение новый индейский агент Уайли Томпсон. Он созвал семинольских вождей в октябре 1834 года и призвал их переселиться, но в ответ услышал отказ. Тогда Томпсон запросил военной помощи, и армия начала планомерную подготовку к депортации. А до тех пор Томпсон запретил продажу семинолам ружей и боеприпасов. Оцеола воспринял данное событие как попытку обратить семинолов в рабство (к тому же одна из двух его жён была негритянкой). Несмотря на это, Томпсон продолжал считать Оцеолу другом и даже подарил ему ружьё.
В начале 1835 года президент Эндрю Джексон пригрозил индейцам, что если они не уйдут на запад добровольно, их заставят военной силой. Несколько вождей согласились на переезд при условии отсрочки, остальные ответили отказом. Молодой вождь Оцеола возглавил движение сопротивления семинолов. Вскоре Томпсон распорядился заключить Оцеолу в Форт-Кинг. В обмен на освобождение Оцеола согласился признать договор и убедить в этом своих последователей. Однако 28 декабря 1835 года Оцеола и его люди убили из засады Уайли Томпсона и шестерых его спутников за пределами Форт-Кинга. Так началась Вторая семинольская война.

## Плен и смерть
Сопротивление продолжалось почти два года. 21 октября 1837 года по приказу американского генерала Томаса Синдни Джесапа Оцеолу схватили, когда он прибыл на переговоры о мире в Форт-Пейтоне, и поместили в Форт-Марион в городе Сент-Огастине, Флорида. Тогда же, в декабре, его и других пленников перевели в форт Мултри, Южная Каролина. Там художник Джордж Кэтлин познакомился с ним и убедил позировать для двух портретов. Роберт Кёртис также написал его портрет.
Оцеола умер от малярии (по другим данным — от флегмонозной ангины) 30 января 1838 года, менее чем через три месяца после взятия в плен, и был похоронен с воинскими почестями в форте Мултри. Голову Оцеолы перед похоронами отрубили и забальзамировали, чтобы сохранить как своего рода сувенир. В дальнейшем она переходила из рук в руки, пока не сгорела при пожаре.
Большу́ю популярность Оцеола приобрёл после смерти. О нём было написано множество литературных произведений, в том числе известный в России роман Майн Рида «Оцеола, вождь семинолов». В СССР был популярен фильм 1971 года «Оцеола» с Гойко Митичем в главной роли.
Вторая семинольская война продолжалась вплоть до 1842 года, пока у семинолов не иссякли силы. Большая часть племени была депортирована. Остатки же флоридских семинолов укрылись в болотных чащобах и время от времени возобновляли партизанские действия. Лишь в 1935 году эта фратрия подписала мирный договор с правительством США. Времена уже были другие — и индейцам позволили остаться на родине. В 1962 году в штате Флорида была создана семинольская резервация Миссосуки, а на её базе — Национальный лес имени Оцеолы, где реконструированы все его убежища.
В честь Оцеолы названы многочисленные населённые пункты в США, а также округа Осеола в штатах Флорида, Айова и Мичиган.